# Muhammad Jamalul Alam II
Muhammad Jamalul Alam II, né en 1889 à Bandar Brunei et mort le 11 septembre 1924 dans la même ville, est le vingt-sixième sultan du Brunei. Il a régné du 10 mai 1906 à sa mort.